# Ab aeterno
Ab aeterno è una locuzione latina dal significato letterale di "Dall'eternità" e quindi "Da tempo immemorabile", usata specialmente in teologia in relazione con la generazione eterna del Verbo, e in filosofia.
Essa traduce la forma greca ἀπ' αἰῶνος, che dalla Genesi all'Apocalisse di Giovanni punteggia la Bibbia e sarà utilizzata estensivamente dai Padri della Chiesa.